# チャンネル諸島
チャンネル諸島（チャンネルしょとう、英: Channel Islands）は、フランスのコタンタン半島西方沖合い、英国海峡に浮かぶ島々。英語の発音により近い表記はチャネル諸島ではあるが、日本では慣例的にチャンネル諸島と呼ばれることが多い。ジャージー島、ガーンジー島、オルダニー島、サーク島、ハーム島の5島と付属の島嶼からなる。ジャージー島が118km2と最も大きく、人口も10万6千人を有している。次に大きいのがガーンジー島の65km2で、人口が6万3千人。残りの島々は10km2以下である。フランスではノルマンディー諸島あるいはアングロ＝ノルマン諸島（フランス語: Îles Anglo-Normandes）と呼び、英語をそのまま訳して海峡諸島 (Îles de la Manche) とも言う。また、ジャージー島から南東にあるマンキエ諸島はジャージー島に属しているが、その近くにあるノルマンディー沖のショゼー諸島を結成している小さな島々は地理的にチャンネル諸島に属しているがフランスの管理下にあるため、イギリス領のチャンネル諸島に組み込まれることはない。
イギリスの王室属領 (Crown dependency) であり、外交・防衛についてはイギリスが責任を負うが、自らの憲法と法律を有していて、連合王国の法律が原則として適用されない。したがって、マン島と同様に連合王国には所属しない。

## 歴史
フランスに定住したヴァイキングの首領ロロがフランス王からノルマンディー公爵に任命されるとともに933年にノルマンディー公国の領地に編入された。1066年のノルマン・コンクエストにより、ノルマンディー公ウィリアムがイングランド王となったため、イングランド王の所領となり、1204年にイングランド王とノルマンディー公が分離した時もイングランド王の領地とされた。1254年にはイングランド王室の個人領地になっている。この状態が現在まで続き、連合王国には所属しないまま、王の私領地として存在している。オルダニー島（英国系）以外のジャージー島やガーンジー島の住民はノルマン系フランス人で、今なお農村部ではフランス語ノルマン方言を話す。
第二次世界大戦では1940年から1945年までドイツ軍に占領された（ナチス・ドイツによるチャンネル諸島占領）。多数の島民が英本土に避難、2千人がドイツ国内の収容所に送り込まれた。1944年6月のノルマンディー上陸作戦以降、ドイツ軍は補給を受けられなくなり、島民も極めて苦しい生活に追いやられた。このため赤十字国際委員会による支援が行われている。5月9日の解放記念日はジャージー、ガーンジー地区とも祝日となっている。

## 行政
行政的にはジャージー代官管轄区 とガーンジー代官管轄区に二分され、各地区はそれぞれチャールズ3世を国家元首とし、国王名代として副総督が任命されている。またそれぞれ独自の自治議会と政府を有し、英国議会には代表を送っていない。住民は英国の旅券をもつが、表紙には連合王国ではなく、 "British Islands, Bailiwick of Jersey" または "British Islands, Bailiwick of Guernsey" と記されている。連合王国ではないため、英国が欧州連合に加盟している間も欧州連合には加盟していなかった。 それぞれノルマン法に由来する独自の法体系を有する。軍事および外交は英国が担当する。

### 行政区画

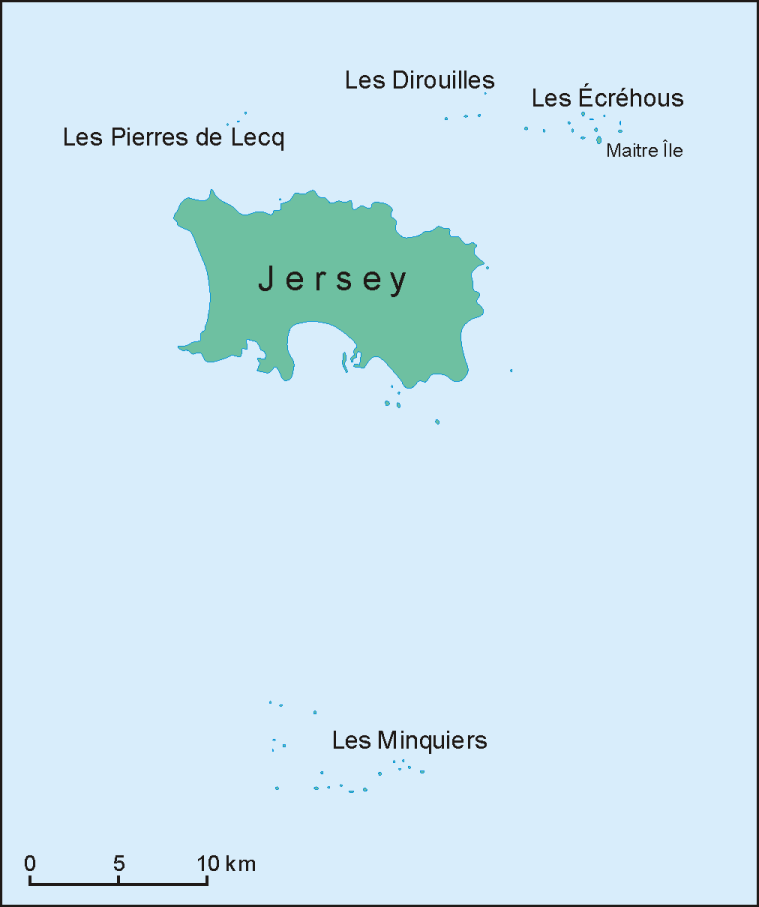
ジャージー代官管轄区の島

- ジャージー代官管轄区（Bailiwick of Jersey）
  - ジャージー島（Jersey）
  - エクレウー諸島（en:Écréhous）
  - ラ・モット島（:en:La Motte）
  - マンキエ諸島（en:Minquiers）
  - レック岩礁（en:Pierres de Lecq）
  - ディルイエ岩礁（en:Les Dirouilles）

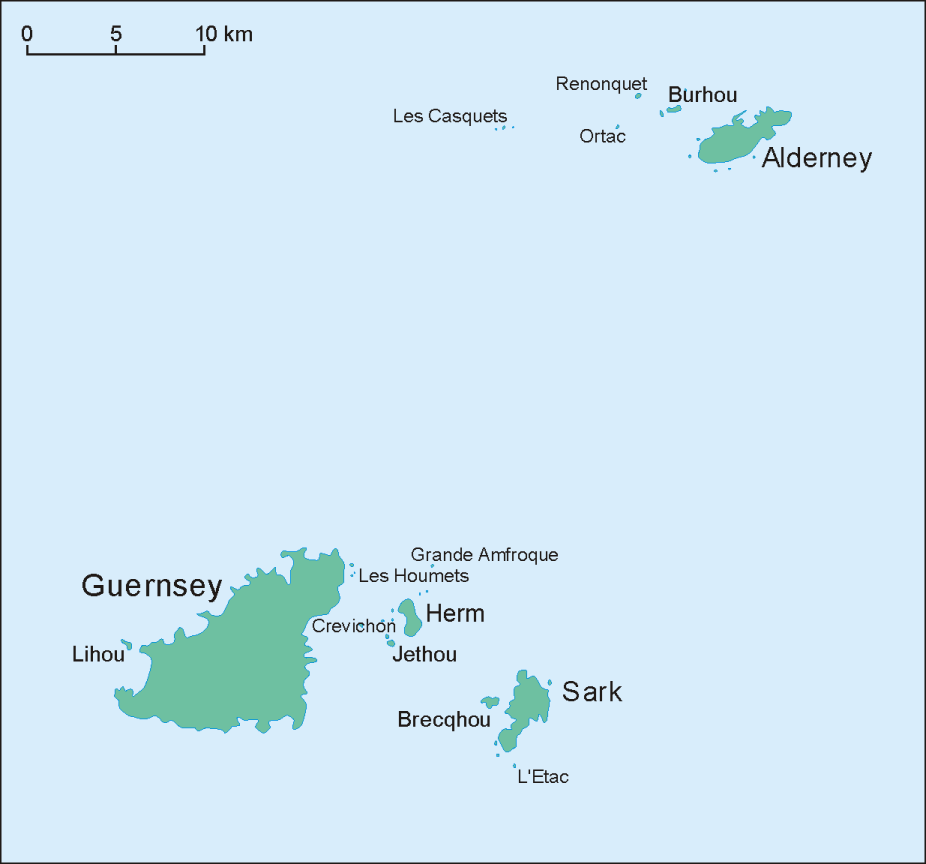
ガーンジー代官管轄区の島

- ガーンジー代官管轄区（英語: Bailiwick of Guernsey）
  - ガーンジー島（Guernsey）：10の教区（Parish）に区分される
    - リウー島（en:Lihou）
    - ウーメッツ島（en:Houmets）
    -  ハーム島（Herm）：セント・ピーター・ポート教区に属する：ハーム・アイランド・リミテッドが賃貸
      - ジェトゥー島（ジェソー島） （Jethou）ピーター・オグデン（英語版）卿が所有
      - クレヴィション島（en:Crevichon）
      - ブレオン・タワー（en:Bréhon Tower）

  -  オルダニー島（Alderney）：高度な自治権を所持
    - オータック島（en:Ortac）
    - バーフー島（en:Burhou）
    - カスケッツ島（en:Les Casquets）

  -  サーク島（Sark）：高度な自治権を所持
    -  ブレクー島（ブレッシュ島）（Brechou/Brecqhou）

## 経済

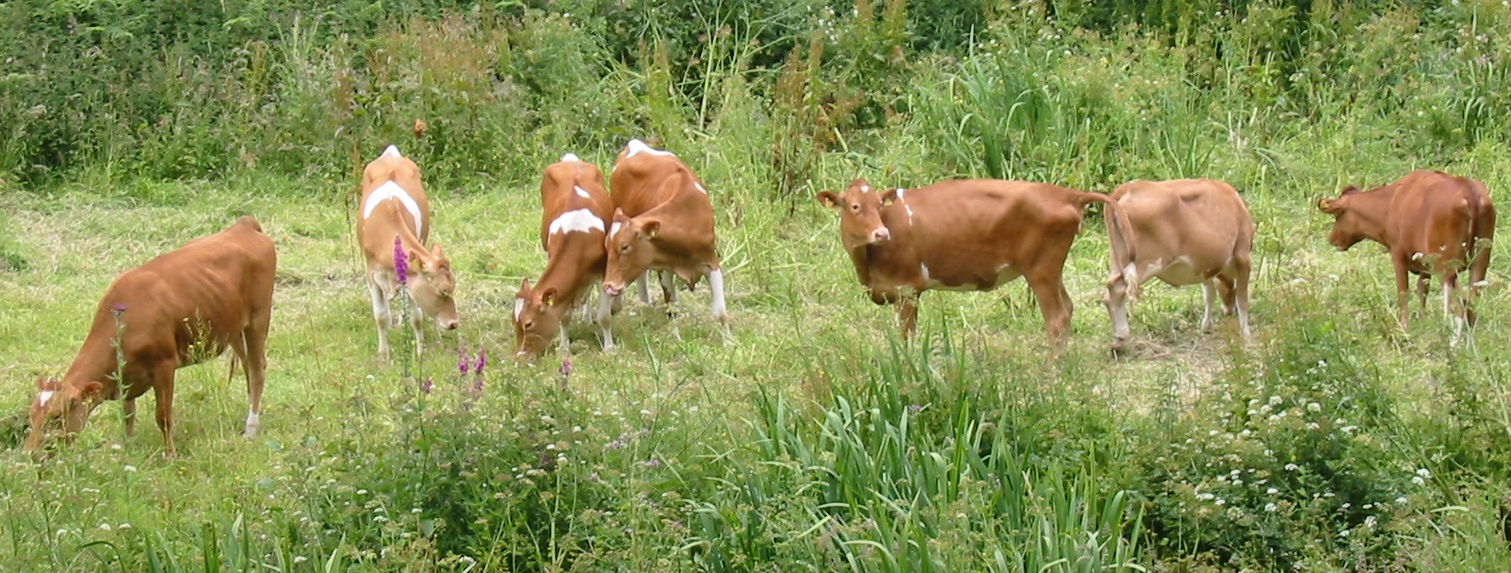
ガーンジー牛

島の経済はタックス・ヘイヴンで支えられており、多くの会社が島にペーパー・カンパニーを置いている。またジャージー島の中心都市セント・ヘリアなどは観光客も多い。
ジャージーとガーンジーの各地区はそれぞれ独自の通貨と郵便切手を発行している。島内ではイングランド銀行やスコットランド銀行発行の通貨も流通する。

## 文化
- ウールのニット編みセーターをジャージーというのはチャンネル諸島のジャージー島に由来する。
- ジャージー種の乳牛も有名だが、やはりジャージー島に由来する。
- アメリカ合衆国ニュージャージー州の州名はジャージー島に由来する。
- ココ・シャネルの姓「シャネル」はチャンネル諸島のフランス語転訛である。

## 交通

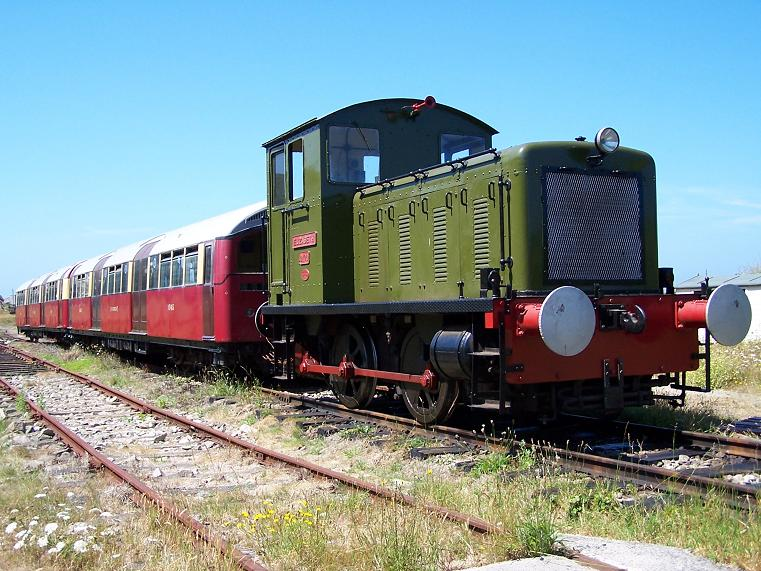
現存するオルダニー鉄道

- ジャージー島、ガーンジー島、オルダニー島には空港がある。
- 英国側のポーツマス、フランス側のサン＝マロ（ブルターニュ）、シェルブール（ノルマンディー）などとの船便も多い。